# Dapsa
Dapsa – rodzaj chrząszczy z rodziny wygłodkowatych i podrodziny Lycoperdininae.

## Morfologia
Chrząszcze o wydłużonym i umiarkowanie wypukłym ciele długości od 3 do 5,5 mm. Oskórek mają połyskujący, krótko owłosiony, gęsto i grubo punktowany. Ubarwienie ich może być żółte, brązowe lub ciemnorudobrązowe, najczęściej z kontrastującymi, zwykle czarnymi plamami na pokrywach. Niekiedy to tło pokryw jest czarne a owalne plamy na nich jasne.
Czułki zwieńczone są wyraźnie trójczłonowymi buławkami pozbawionymi guzków wierzchołkowych na członie ostatnim. Głowę charakteryzują dobrze wykształcone, szeroko od siebie oddalone i nieco ku przodowi zbieżne szwy gularne. Poprzeczne przedplecze ma głęboką bruzdę nasadową, prawie równoległe lub nieco trójkątne bruzdy boczne, lekko ząbkowane lub faliste krawędzie boczne, zaopatrzoną w błonę strydulacyjną krawędź przednią oraz bardzo ostre i wystające kąty przednie. Przedpiersie zaopatrzone jest w parę dołków przed panewkami bioder i bardzo wąski, sięgający tylnych brzegów bioder wyrostek międzybiodrowy. Śródpiersie jest wyposażone w dłuższy niż szerszy wyrostek międzybiodrowy z listewką środkową i rozwidlonym szczytem. Wydłużone i wypukłe pokrywy największą szerokość osiągają w okolicy przedniej ⅓ i mają słabo wystające barki. Zapiersie ma słabo wyniesiony wyrostek międzybiodrowy i zwykle dwie pary dołków za biodrami. Odnóża samców mogą mieć guzki lub kolce na krętarzach przedniej pary oraz ząbki, kolce lub wygięcia na goleniach przedniej i środkowej pary. Spośród pięciu widocznych, luźno połączonych sternitów (wentrytów) odwłoka te od drugiego do czwartego są podobnych długości i łącznie tak długie jak pierwszy.
Narządy rozrodcze samca odznaczają się obecnością dodatkowego wewnętrznego sklerytu o łukowatym kształcie, parą apofiz zespolonych na ⅓ swych długości oraz tęgim, silnie zesklerotyzowanym i słabo zakrzywionym edeagusem, niekiedy z nieco rozgałęzionym płatem środkowym. Często w endofallusie występują tęgie kolce. Samica ma wydłużoną, co najmniej częściowo zesklerotyzowaną torebkę kopulacyjną, mały i błoniasty zbiornik nasienny oraz bardzo drobne gruczoły dodatkowe.

## Rozprzestrzenienie
Przedstawiciele rodzaju zasiedlają Palearktykę i północną część krainy orientalnej: Indie, Nepal i Mjanmę. W Polsce występuje tylko D. denticollis (zobacz też: wygłodkowate Polski).

## Systematyka
Rodzaj ten wprowadził w 1829 roku Pierre-André Latreille. Należą doń gatunki:

- Dapsa adami Tomaszewska, 1997
- Dapsa barbara Lucas, 1842
- Dapsa bertiana Audisio & de Biase, Alessio, 1996
- Dapsa birmanica Audisio & de Biase, Alessio, 1996
- Dapsa celata Arrow, 1925
- Dapsa curta Franz, 1996
- Dapsa curvipes Audisio & de Biase, Alessio, 1996
- Dapsa denticollis (Germar, 1817)
- Dapsa edentata Wollaston, 1864
- Dapsa fodori (Csiki, 1907)
- Dapsa gemina Audisio & de Biase, Alessio, 1996
- Dapsa graeca Pic, 1902
- Dapsa grancanariensis Palm, 1974
- Dapsa hierrensis Franz, 1996
- Dapsa horvathi (Csiki, 1901)
- Dapsa indica Tomaszewska, 1997
- Dapsa inornata Gorham, 1873
- Dapsa kabylica Audisio & de Biase, Alessio, 1996
- Dapsa lederi Reitter, 1880
- Dapsa limbata Motschulsky, 1835
- Dapsa mizoramica Tomaszewska & Pal, 2003
- Dapsa motschulskyi Nikitsky & Semenov, 2001
- Dapsa nigripennis Reitter, 1879
- Dapsa nikolajevi Nikitsky & Semenov, 2001
- Dapsa obscurissima Pic, 1902
- Dapsa opuntiae Reitter, 1884
- Dapsa palaestinensis Audisio & de Biase, Alessio, 1996
- Dapsa pallescens Marseul, 1868
- Dapsa palmaensis Franz, 1979
- Dapsa roddiana Semenov, 1904
- Dapsa sculpiurata Gorham, 1896
- Dapsa sellata Marseul, 1868
- Dapsa spinicollis Fairmaire, 1868
- Dapsa subpunctata Marseul, 1868
- Dapsa trimaculata Motschulsky, 1835
- Dapsa trogositoides Gorham, 1896
- Dapsa ussuriensis Nikitsky, Semenov & Audisio in Nikitsky & Semenov, 2001